# Paphiopedilum liemianum
Paphiopedilum liemianum é uma espécie de orquídea (Orchidaceae) do Sudeste Asiático.